# Phoebe neurantha
Phoebe neurantha är en lagerväxtart som först beskrevs av William Botting Hemsley, och fick sitt nu gällande namn av James Sykes Gamble. Phoebe neurantha ingår i släktet Phoebe och familjen lagerväxter.

## Underarter
Arten delas in i följande underarter:
- P. n. brevifolia
- P. n. cavaleriei